# 中浪駅
中浪駅（チュンナンえき）は大韓民国ソウル特別市中浪区中和洞にある、韓国鉄道公社（KORAIL）の駅。
乗り入れている路線は、線路名称上は中央線であるが、当駅には広域電鉄の京義・中央線電車と京春線直通電車が停車する。駅番号はK119。

## 歴史
- 2005年12月16日 - 中央電鉄線開通と共に開業。
- 2016年9月26日 - 京春線直通開始。

## 駅構造
相対式ホーム2面2線と間に通過線2線がある高架駅。上下線で改札が分かれており、改札内でのホーム間の行き来はできない。

### のりば
| 1 | 京義・中央線 | 上鳳・徳沼・楊平・龍門・砥平方面 |
| 1 | 京春線       | 上鳳・退渓院・坪内好坪・春川方面 |
| 2 | 京義・中央線 | 清凉里・二村・龍山・文山方面     |
| 2 | 京春線       | 清凉里方面                       |

## 利用状況
近年の一日平均利用人員推移は下記のとおり。なお、2005年は開業日の12月16日から12月31日までの16日間の平均である。
| 路線         | 路線     | 2000年 | 2001年 | 2002年 | 2003年 | 2004年 | 2005年 | 2006年 | 2007年 | 2008年 | 2009年 | 出典  |
| ------------ | -------- | ------ | ------ | ------ | ------ | ------ | ------ | ------ | ------ | ------ | ------ | ----- |
| 京義・中央線 | 乗車人員 | 未開業 | 未開業 | 未開業 | 未開業 | 未開業 | 1,542  | 2,796  | 4,021  | 4,477  | 5,041  | [ 1 ] |
| 京義・中央線 | 降車人員 | 未開業 | 未開業 | 未開業 | 未開業 | 未開業 | 1,753  | 2,894  | 3,740  | 4,149  | 4,645  | [ 1 ] |
| 路線         | 路線     | 2010年 | 2011年 | 2012年 | 2013年 | 2014年 | 2015年 | 2016年 | 2017年 | 2018年 | 2019年 | 出典  |
| 京義・中央線 | 乗車人員 | 5,521  | 5,382  | 5,469  | 5,928  | 6,076  | 6,130  | 6,109  | 6,075  | 5,880  | 5,846  | [ 1 ] |
| 京義・中央線 | 降車人員 | 5,059  | 4,968  | 5,101  | 5,632  | 5,807  | 5,820  | 5,787  | 5,795  | 5,542  | 5,564  | [ 1 ] |
| 路線         | 路線     | 2020年 | 2021年 | 2022年 | 2023年 |        |        |        |        |        |        |       |
| 京義・中央線 | 乗車人員 | 4,608  | 4,748  | 5,187  | 5,410  |        |        |        |        |        |        |       |
| 京義・中央線 | 降車人員 | 4,425  | 4,551  | 4,937  | 5,193  |        |        |        |        |        |        |       |

## 駅周辺
- 中和2洞住民センター
- 中和2治安センター
- 中和洞郵便局
- 中和1洞住民センター
- 中浪初等学校
- KT中浪支店
- 長安中学校（朝鮮語版）
- ソウル中浪初等学校（朝鮮語版）

## 隣の駅
韓国鉄道公社
 京義・中央線
中央急行
通過
龍山急行・緩行
回基駅 K118 K118 - 中浪駅 K119 K119 - 上鳳駅 K120 K120